# ОШ „Карађорђе” Вождовац
Основна школа „Карађорђе” једна је од основних школа на територији општине Вождовац, Београд. Установа носи име по вођи Првог српског устанка и родоначелнику династије Карађорђервић, Ђорђу „Карађорђу” Петровићу.

## Историјат
Основна школа „Карађорђе” основана је 1905. године. Школа је добила име “Шкоал на крагујевачком друму”. Имала је четири учионице, ходник и две канцеларије. У тешким ратним временима I светског рата, радила је у отежаним условима. У Краљевини Југославији, школа добија своју праву улогу. Године 1928. зида се нова школска зграда а 1931. добија име „Вожд Карађорђе”. На жалост, II светски рат прекида њен рад, а после истог наставља свој развој, 1956. завршава се нова школска зграда.